# Новопокровка (Приморський край)
Новопокро́вка (рос. Новопокровка) — село в Росії, адміністративний центр Красноармійського района Приморського краю.
Населення згідно з перепису 2002 року склало 4042 осіб, з яких 48,9% чоловіків і 51,1% жінок.

## Географія
Відстань по автодорозі до міста Владивостока - 481 км.
Розташоване на березі красивої річки Іман. Гарне, культурно розвинене село. Має близько 20 магазинів, 3 ресторанів, торгові центри.

## Історія
Засновано в 1903 році.

## Дивись також
- Список населених пунктів на Далекому Сході, пов'язаних з Україною